# Scaptius sordida
Scaptius sordida là một loài bướm đêm thuộc phân họ Arctiinae, họ Erebidae.